# Takeaway
Takeaway eller take-way (i Storbritannien og Danmark) eller (i Nordamerika og Filippinerne); carry-out (på nogle dialekter i USA og Skotland); parcel (i indisk og pakistansk engelsk), refererer til færdigtilberedte måltider eller mad, der bliver købt på en restaurant, som køberen planlægger at spise andre steder. Konceptet findes i mange oldtidskulturer, og takeaway er i dag almindeligt over hele verden, og mange forskellige køkkener og retter tilbydes.